# Scalo merci di Lucca
Lo scalo merci di Lucca fu uno scalo merci situato nei pressi della stazione di Lucca, in Toscana, attivo fino al 2015.

## Storia

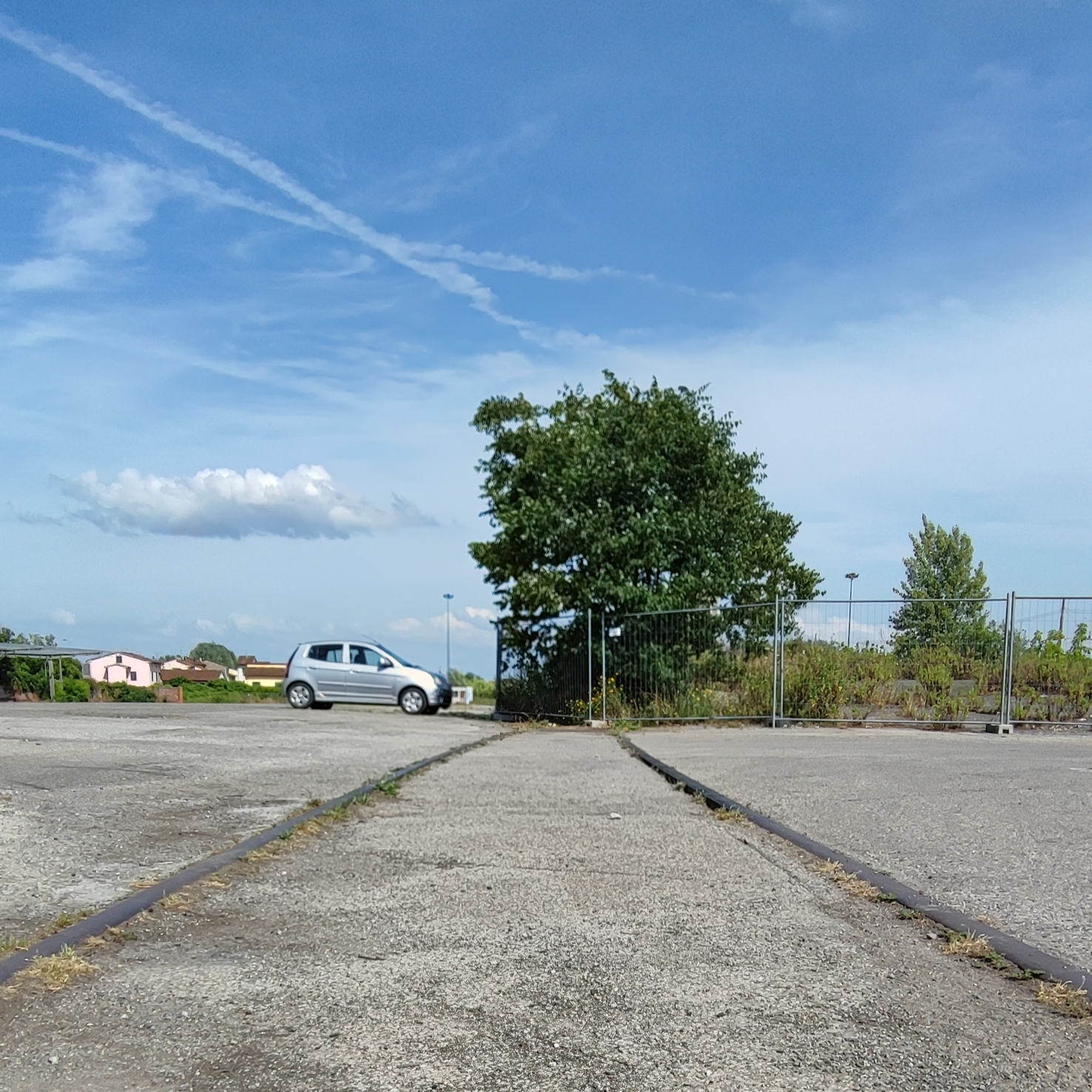
Un binario tronco.

Lo scalo merci di Lucca ha operato per diversi decenni come punto nevralgico per il carico e scarico delle merci nella città e nell'area circostante. Nel 2015, con l'obiettivo di ridurre il traffico pesante e migliorare la vivibilità urbana, le attività di carico merci sono state trasferite a un nuovo impianto situato nell'area del Frizzone, tra i comuni di Capannori e Porcari.
Le funzioni merci sono state progressivamente spostate al nuovo scalo del Frizzone che fu inaugurato nel 2015.
Dal 2016, a seguito della chiusura dello scalo, sono iniziate le operazioni di rimozione di binari e deviatoi e nel 2021 si sono concluse quelle di sbarramento, mettendo l'area in sicurezza in modo definitivo.
Nel 2021 il Comune di Lucca ha acquisito l'area dell'ex scalo merci con l'intenzione di trasformarla in un terminal per autobus. Al 2025, l'area è stata riconvertita in un parcheggio a pagamento ed è previsto un progetto comunale per la sua riqualificazione.

## Strutture e impianti

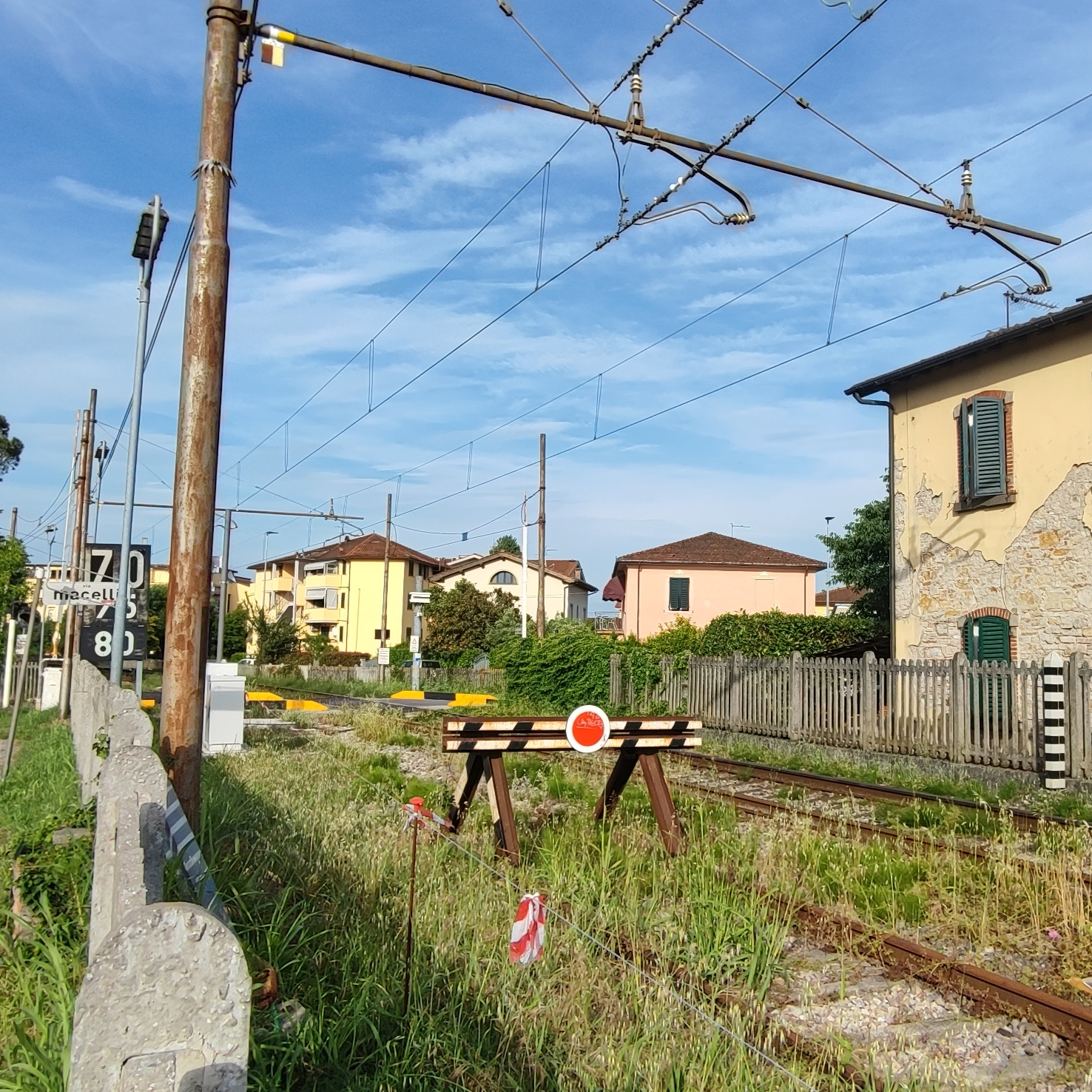
Il paraurti prima del passaggio a livello.

Lo scalo disponeva di 12 binari tronco e di un ampio piazzale asfaltato, utilizzato da carrelli elevatori, camion e vagoni per le operazioni di carico e scarico.
Un binario affiancava, sul lato sinistro, il binario della linea Lucca–Aulla, attraversando il passaggio a livello di via dei Pubblici Macelli al km 0+798; proseguiva per circa 130 metri, terminando con un paraurti.
A seguito della chiusura dello scalo, nel 2021 i binari sono stati rimossi dal passaggio a livello e il paraurti è stato ricollocato in posizione avanzata rispetto ad esso, mentre al 2025 le linee aeree di contatto per la trazione elettrica risultano ancora presenti.